# Gozzano
Gozzano é uma comuna italiana da região do Piemonte, província de Novara, com cerca de 5.979 habitantes. Estende-se por uma área de 12 km², tendo uma densidade populacional de 498 hab/km². Faz fronteira com as comunas Bolzano Novarese, Borgomanero, Briga Novarese, Gargallo, Invorio, Orta San Giulio, Pogno, San Maurizio d'Opaglio, Soriso.

## Demografia
| Variação demográfica do município entre 1861 e 2011                               |
|                                                                                   |
| Fonte: Istituto Nazionale di Statistica (ISTAT) - Elaboração gráfica da Wikipedia |